# 트롯 매직유랑단
트롯 매직유랑단은 KBS 2TV에서 방송되었던 텔레비전 프로그램이다.

## 기획 의도
트롯 전국체전을 통해 대한민국을 들썩이게 만든
트로트 에이스들이 모여 창단했다!
<트롯 매직 유랑단>
지금까지 이런 쇼는 없었다!
' 송가인 단장과 함께 펼치는
<트롯 매직유랑단>의 고품격 귀호강 쇼! 쇼! 쇼!
그리고!
"소문 듣고 왔습니다. 여기가 쇼 맛집이라면서요?“
<트롯 매직유랑단>의 환상적인 쇼를
함께 즐기기 위해 찾아온 초특급 스타들!
그들과 함께하는 스페셜 컬래버레이션 무대까지!
이것은 트로트인가? 매직인가!
눈과 귀를 사로잡을
마법 같은 트로트 쇼의 세계로 여러분을 초대합니다.
모두 즐길 준비되셨나요? 현역가왕2투표하기

## 방송 시간
| 방송 채널 | 방송 기간                         | 방송 시간               | 방송 시간               | 비고                      |
| --------- | --------------------------------- | ----------------------- | ----------------------- | ------------------------- |
| KBS 2TV   | 2021년 3월 31일 ~ 2021년 6월 2일  | 1부                     | 수요일 밤 10:40 ~ 11:35 | 분리 편성                 |
| KBS 2TV   | 2021년 3월 31일 ~ 2021년 6월 2일  | 2부                     | 수요일 밤 11:35 ~ 12:20 | 분리 편성                 |
| KBS 2TV   | 2021년 6월 12일 ~ 2021년 6월 26일 | 1부                     | 토요일 밤 10:30 ~ 11:25 | 분리 편성                 |
| KBS 2TV   | 2021년 6월 12일 ~ 2021년 6월 26일 | 2부                     | 토요일 밤 11:25 ~ 12:10 | 분리 편성                 |
| KBS 2TV   | 2021년 7월 3일 ~ 2021년 7월 17일  | 토요일 밤 10:30 ~ 12:10 | 토요일 밤 10:30 ~ 12:10 | 통합 편성(중간 광고 포함) |
| KBS 2TV   | 2021년 7월 24일                   | 토요일 밤 10:45 ~ 12:35 | 토요일 밤 10:45 ~ 12:35 | 통합 편성(중간 광고 포함) |

## 출연

### 단장
- 송가인

### 부단장
- 문세윤
- 김신영

### 유랑단원
- 진해성
- 재하
- 오유진
- 신승태
- 김용빈
- 상호&상민
- 최향
- 한강
- 신미래
- 설하윤

### 게스트
- 3회 : 신유, 나태주

## 편성 변경
- 2021년 7월 24일 : 2020 도쿄올림픽 중계방송 특집 편성으로 인해 밤 10시 45분으로 변경. (17회)

## 관련 음반
| 발매일     | 앨범 제목                   | 곡명, 팀명(아티스트) |
| ---------- | --------------------------- | --- |
| 2021.03.31 | 《트롯 매직유랑단 오프닝》  | 주문을 걸자(아싸라비아) 🎶 |
| 2021.04.01 | 《트롯 매직유랑단 Part.1》  | 1. <가인이어라>, 송가인 2. <몇 미터 앞에 두고>, 재하 3. <자갈치 아지매>, 오유진 4. <비나리>, 신승태 5. <있을 때 잘해>, 김용빈 6. <홍콩 아가씨>, 신미래                             |
| 2021.04.08 | 《트롯 매직유랑단 Part.2》  | 1. <신라의 달밤>, 진해성 2. <정말 좋았네>, 송가인 3. <전선야곡>, 송가인 & 진해성 4. <도련님>, 오유진 5. <샤방 샤방>, 한강 6. <감수광>, 신미래                                      |
| 2021.04.15 | 《트롯 매직유랑단 Part.3》  | 1. <진또배기>, 오유진 2. <제비처럼>, 진해성 3. <소녀의 꿈>, 신미래 |
| 2021.04.22 | 《트롯 매직유랑단 Part.4》  | 1. <오늘같이 좋은 날>, 송가인 2. <해뜰날>, 진해성 3. <처녀 뱃사공>, 오유진 4. <늴리리 맘보>, 신미래                                                                                |
| 2021.04.29 | 《트롯 매직유랑단 Part.5》  | 1. <진정인가요>, 송가인,신승태 2. <물레방아 도는데>, 진해성 3. <사랑에 빠져 봅시다>, 송가인                                                                                        |
| 2021.05.06 | 《트롯 매직유랑단 Part.6》  | 1. <잃어버린 우산>, 재하 2. <서울의 달>, 송가인 3. <물레야>, 최향 |
| 2021.05.13 | 《트롯 매직유랑단 Part.7》  | 1. <불티>, 한강 2. <애모>, 진해성 3. <이별의 부산 정거장>, 신미래 4. <파트너>, 김용빈 5. <돌고 돌아가는 길>, 신승태                                                                |
| 2021.05.20 | 《트롯 매직유랑단 Part.8》  | 1. <용두산 엘레지>, 송가인 2. <꽃바람 여인>, 진해성 3. <얄미운 사람>, 김용빈 4. <참아주세요>, 오유진                                                                               |
| 2021.05.27 | 《트롯 매직유랑단 Part.9》  | 1. <어머님 사랑합니다>, 송가인 2. <모란동백>, 진해성 3. <쓰러집니다>, 신승태 4. <울엄마>, 최향                                                                                     |
| 2021.06.03 | 《트롯 매직유랑단 Part.10》 | 1. <벤치>, 송가인 2. <숨어 우는 바람소리>, 신승태 3. <사치기 사치기>, 한강 & 오유진                                                                                                |
| 2021.06.13 | 《트롯 매직유랑단 Part.11》 | 1. <꽃보다 아름다운 너>, 진해성 2. <영동 부르스>, 송가인 3. <날 버린 남자>, 오유진 4. <어쩌다 마주친 그대>, 이상호 & 이상민                                                        |
| 2021.06.20 | 《트롯 매직유랑단 Part.12》 | 1. <베사메무쵸>, 진해성 2. <밤 열차>, 오유진 |
| 2021.06.27 | 《트롯 매직유랑단 Part.13》 | 1. <아리랑 낭랑>, 송가인 2. <빈 잔>, 김용빈 3. <보약같은 친구>, 트깨비 (진해성 & 신승태)                                                                                           |
| 2021.07.04 | 《트롯 매직유랑단 Part.14》 | 1. <열두줄>, 오유진 2. <암연>, 신승태 |
| 2021.07.11 | 《트롯 매직유랑단 Part.15》 | 1. <무명배우>, 송가인 2. <미운 사랑>, 진해성 3. <그대 그리고 나>, 신승태 4. <서울의 달>, 재하(JAE HA) 5. <선녀와 나무꾼>, 김용빈                                                   |
| 2021.07.18 | 《트롯 매직유랑단 Part.16》 | 1. <이별의 부산 정거장>, 송가인,진해성 2. <잠깐만>, 오유진 3. <남자는 말합니다>, 한강                                                                                              |
| 2021.07.25 | 《트롯 매직유랑단 Part.17》 | 1. <안녕>, 진해성 2. <사랑은 어떻게 생겼을까>, 김용빈 3. <우리는>, 신승태 4. <앵두나무 처녀>, 신미래 5. <당신과 만난 이날>, 한강 & 최향 6. <울엄마>, 이상호 & 이상민 7. <길>, 최향 |